# Allgemeine SS
A Allgemeine SS ("SS-Geral") foi o ramo mais numeroso da Schutzstaffel sendo administrado pelo SS-Hauptamt (português: Escritórios Principais da SS). A Allgemeine SS foi criada em 1934 na Alemanha Nazista para distinguir membros da SS-Verfügungstruppe (que mais tarde se tornou a Waffen-SS) e SS-Totenkopfverbände (guardas de campo de concentração).

## Literatura
1. Mark C. Yerger: The Allgemeine-SS (ISBN 0-7643-0145-4)
2. Andrew Mollo: A Pictorial History of the SS, 1923-1945 (ISBN 0-7128-2174-0)
3. Robin Lumsden: The Allgemeine-SS, Vol. 266 (ISBN 1-85532-358-3)
4. Heinz Hoehne: Der Orden unter dem Totenkopf (ISBN 3-89350-549-0)
5. Felix Steiner: Die Armee der Geächteten (ISBN 3-920722-10-8)
6. Gordon Williamson: Die Waffen-SS 1933-1945. Ein Handbuch (ISBN 3-85492-706-1)
7. Gordon Williamson: Die SS - Hitlers Instrument der Macht. Die Geschichte der SS von der Schutzstaffel bis zur Waffen-SS (ISBN 3-7043-6037-6)
8. Hilde Kammer/Elisabeth Bartsch: Jugendlexikon Nationalsozialismus. Begriffe aus der Zeit der Gewaltherrschaft 1933-1945 (ISBN 3-499-16288-1)